# Mia Love
Ludmya Love, detta Mia (nata Bourdeau; New York, 6 dicembre 1975 – Saratoga Springs, 23 marzo 2025), è stata una politica statunitense, membro della Camera dei Rappresentanti per lo stato dello Utah dal 2015 al 2019.

## Biografia
Nata a New York da genitori haitiani, la Love crebbe nel Connecticut e dopo il college trovò lavoro come hostess per la Continental Airlines.
Entrata in politica con il Partito Repubblicano, nel 2003 venne eletta all'interno del consiglio comunale di Saratoga Springs. Nel 2010 divenne sindaco della città e mantenne l'incarico per quattro anni.
Nel frattempo, nel 2012 si era candidata alla Camera dei Rappresentanti contro il deputato democratico in carica Jim Matheson. La competizione era stata molto combattuta ma alla fine la Love era stata sconfitta con un margine di appena 768 voti.
Nel 2014, quando Matheson annunciò il suo ritiro dal Congresso, la Love si candidò nuovamente per il seggio e questa volta affrontò come avversario democratico Doug Owens, figlio dell'ex deputato Wayne Owens. Anche in questa occasione la campagna elettorale fu molto combattuta ma alla fine la Love prevalse, riuscendo ad essere eletta deputata. In questo modo la Love divenne la prima donna di colore repubblicana eletta al Congresso.
Mia Love, che era una repubblicana conservatrice, era sposata con Jason Love ed ebbe tre figli.
È morta di tumore al cervello all'età di 49 anni.